# Emmanuel Quarshie
Pour les articles homonymes, voir Quarshie.
Emmanuel Quarshie, né en 1953 ou 1954 et mort le 16 septembre 2013 à Takoradi, est un footballeur international ghanéen évoluant au poste de milieu offensif et un entraîneur de football.

## Biographie
Emmanuel Quarshie dispute un match de la Coupe d'Afrique des nations 1978 et est le capitaine de la sélection ghanéenne championne d'Afrique en 1982, avec 5 matchs joués.
En club, il est le capitaine des Sekondi Hasaacas, avec lequel il remporte la Coupe de l'UFOA 1982. Il part ensuite en Égypte et fait partie de l'équipe de Zamalek remportant sa première Coupe des clubs champions africains en 1984. Il joue les dernières années de sa carrière à Bahreïn au sein du Al Muharraq Club.
Il devient ensuite entraîneur du Sekondi Hasaacas de 2001 à 2002 puis du Wa All Stars de 2007 à 2013.
Hospitalisé en Égypte en juillet 2013 avec l'aide du club de Zamalek, il meurt des suites d'un cancer de la gorge en septembre à l'âge de 59 ans à Takoradi.

## Palmarès

### Palmarès de joueur
- Avec l'équipe du Ghana de football
  - Vainqueur de la Coupe d'Afrique des nations en 1978 et en 1982

- Avec les Sekondi Hasaacas
  - Vainqueur du championnat du Ghana en 1977
  - Vainqueur de la Coupe de l'UFOA en 1982
  - Meilleur buteur du championnat du Ghana en 1980

- Avec le Zamalek SC
  - Vainqueur de la Coupe des clubs champions africains en 1984 et en 1986
  - Vainqueur du championnat d'Égypte en 1984

- Avec l'Al Muharraq Club
  - Vainqueur du championnat de Bahreïn en 1988
  - Vainqueur de la Coupe de Bahreïn en 1989 et en 1990